# Kanton Alfortville-Sud
Der Kanton Alfortville-Sud war von 1985 bis 2015 ein französischer Wahlkreis im Arrondissement Créteil im Département Val-de-Marne und in der Region Île-de-France. Er bestand aus einem Teil der Stadt Alfortville.

## Bevölkerungsentwicklung
| 1990   | 1999   | 2010   |
| ------ | ------ | ------ |
| 16.985 | 16.386 | 18.332 |